# مرشد و مارگاریتا (مجموعه تلویزیونی)
مرشد و مارگاریتا (لهستانی: Mistrz i Małgorzata) یک مجموعهٔ تلویزیونی لهستانی است که در سال ۱۹۹۰ منتشر شد. این سریال بر پایهٔ رمان مرشد و مارگاریتا اثر میخائیل بولگاکف ساخته شد.

## گزیدهٔ بازیگران
- گوستاف هولوبک
- ووادیسواف کووالسکی
- آنا دیمنا
- یانوش میخائوفسکی
- زبیگنیف زاماخوفسکی
- زبیگنیف زاپاشیه‌ویچ
- ادموند فتینگ
- پاوئو نوویش
- یان انگلرت
- تادئوش برادتسکی
- یانوش گایوس
- ماریوش بنوآ
- کشیشتف استروئینسکی
- زبیگنیف بوچکوفسکی
- ماگدالنا زاوادسکا
- یژی بونچاک
- کریستینا شِـنکیه‌ویچ
- یان کوچینیاک
- ماریا چونلیس
- هلنا کوالچیکووا
- ووجیمیش بدنارسکی
- کاژیمیش ویسوتا
- کشیشتف دراچ
- داریوش کوردِک
- یان یانکوفسکی
- پیوتر چیرووس
- یژی زیگمونت نواک